# Sarah Jodoin Di Maria
Sarah Jodoin Di Maria (Montréal, 3 gennaio 2000) è una tuffatrice canadese naturalizzata italiana specialista nella piattaforma.

## Biografia
Nata a Montréal da madre canadese e padre italiano, Sarah Jodoin Di Maria inizia a praticare i tuffi in Canada, fino ad approdare nel 2018 ai campionati italiani con la M.R. Sport Fratelli Marconi. Nel dicembre dello stesso anno entra a far parte del gruppo sportivo della Marina Militare.
Giunta seconda nella piattaforma 10 m ai campionati italiani assoluti estivi disputati a Bolzano nel 2019, viene convocata per rappresentare l'Italia agli europei di Kiev 2019 prendendo parte alla gara a squadre (7º posto per l'Italia) e terminando all'ottavo posto nella finale della piattaforma 10 metri.
Agli europei di nuoto di Budapest 2020 ha vinto la medaglia d'argento nel concorso della squadra mista, gareggiando con Chiara Pellacani, Andreas Sargent Larsen e Riccardo Giovannini, terminando alle spalle della Russia (Kristina Ilinykh, Evgenij Kuznecov, Ekaterina Beliaeva, Viktor Minibaev) di 3,80 punti. Agli europei di nuoto di Roma 2022 ha vinto un oro nel concorso della squadra mista insieme a  Chiara Pellacani, Andreas Sargent Larsen ed Eduard Timbretti Gugiu ed un bronzo nel sincronizzato misto dalla piattaforma 10 m con Eduard Timbretti Gugiu. Nel 2025, agli europei di Antalya, conquista la sua prima medaglia d'oro continentale a livello individuale, salendo sul gradino più alto del podio nella piattaforma 10 m.

## Palmarès
| Anno                           | Manifestazione  | Sede     | Evento            | Risultato | Prestazione | Note |
| ------------------------------ | --------------- | -------- | ----------------- | --------- | ----------- | ---- |
| In rappresentanza dell' Italia |                 |          |                   |           |             |      |
| 2019                           | Europei         | Kiev     | Piattaforma 10m   | 8ª        | 266,40 p.   |      |
| 2019                           | Europei         | Kiev     | Squadra mista     | 7ª        | 292,10 p.   |      |
| 2021                           | Coppa del Mondo | Tokyo    | Piattaforma 10m   | 5ª        | 324,65 p.   |      |
| 2021                           | Europei         | Budapest | Piattaforma 10 m  | 9ª        | 278,35 p.   |      |
| 2021                           | Europei         | Budapest | Squadra mista     | Argento   | 428,00 p.   |      |
| 2021                           | Giochi olimpici | Tokyo    | Piattaforma 10 m  | 14ª       | 294.00 p.   |      |
| 2022                           | Mondiali        | Budapest | Piattaforma 10 m  | 7ª        | 295,65 p.   |      |
| 2022                           | Mondiali        | Budapest | Sincro 10 m misti | 5ª        | 269,34 p.   |      |
| 2022                           | Europei         | Roma     | Piattaforma 10 m  | 5ª        | 301,40 p.   |      |
| 2022                           | Europei         | Roma     | Sincro 10 m misti | Bronzo    | 290,28 p.   |      |
| 2022                           | Europei         | Roma     | Squadra mista     | Oro       | 402,55 p.   |      |
| 2023                           | Giochi europei  | Rzeszów  | Sincro 10 m misti | Bronzo    | 283,14 p.   |      |
| 2023                           | Giochi europei  | Rzeszów  | Squadra mista     | Argento   | 398,25 p.   |      |
| 2023                           | Mondiali        | Fukuoka  | Piattaforma 10 m  | 16ª       | 277,10 p.   |      |
| 2023                           | Mondiali        | Fukuoka  | Sincro 10 m misti | 6ª        | 278,58 p.   |      |
| 2023                           | Mondiali        | Fukuoka  | Squadra mista     | 7ª        | 365,85 p.   |      |
| 2025                           | Europei         | Antalya  | Piattaforma 10 m  | Oro       | 324,85 p.   |      |
| 2025                           | Europei         | Antalya  | Sincro 10 m misti | Argento   | 298,74 p.   |      |
| 2025                           | Europei         | Antalya  | Squadra mista     | Bronzo    | 360,40 p.   |      |